# 다음 발자국
《다음 발자국》(次の足跡 츠기노 아시아토[*])는 AKB48의 3번째 오리지널 앨범이다. 2014년 1월 22일에 You, Be Cool!를 통해 발매되었다.

## 개요
캐치프레이즈는, 〈우리의 발자국은, 앞에 있다〉.

## 수록 내용
자켓 사진
- Type-A
  - 초도 한정판 : 이리야마 안나·오오시마 유코·카시와기 유키·카와에이 리나·코지마 하루나·코지마 마코·사시하라 리노·시마자키 하루카·마츠이 쥬리나·마츠이 레나·미네기시 미나미·야마모토 사야카·요코야마 유이·와타나베 마유·와타나베 미유키
  - 일반판 : 이리야마 안나·카시와기 유키·코지마 하루나·코지마 마코·타카하시 미나미·미네기시 미나미·요코야마 유이·와타나베 마유
- Type B : 오오시마 유코·카와에이 리나·사시하라 리노·시마자키 하루카·마츠이 쥬리나·마츠이 레나·야마모토 사야카·와타나베 미유키
- 극장판 : 이리야마 안나·오오시마 유코·카시와기 유키·카와에이 리나·코지마 하루나·코지마 마코·사시하라 리노·시마자키 하루카·타카하시 미나미·마츠이 쥬리나·마츠이 레나·미네기시 미나미·야마모토 사야카·요코야마 유이·와타나베 마유·와타나베 미유키

CD
| #   | 제목                                              | 작사            | 작곡              | 편곡 | 재생 시간 |
| --- | ------------------------------------------------- | --------------- | ----------------- | ---- | --------- |
| 1.  | 〈恋するフォーチュンクッキー→사랑하는 포춘 쿠키〉 | 아키모토 야스시 | 이토 신타로       | 4:45 |           |
| 2.  | 〈LOVE修行→LOVE 수행〉 (연구생)                   | 아키모토 야스시 | 이시이 료스케     | 4:40 |           |
| 3.  | 〈さよならクロール→안녕 크롤〉                    | 아키모토 야스시 | 와타나베 카즈노리 | 4:55 |           |
| 4.  | 〈強い花→강한 꽃〉 (연구생)                       | 아키모토 야스시 | 타나카 슌스케     | 3:48 |           |
| 5.  | 〈あの日の風鈴→그 날의 풍경〉 (웨이팅 걸즈)       | 아키모토 야스시 | 스기야마 카츠히코 | 4:23 |           |
| 6.  | 〈永遠プレッシャー→영원 프레셔〉                  | 아키모토 야스시 | 마루타니 마나부   | 4:56 |           |
| 7.  | 〈青空カフェ→푸른 하늘 카페〉                     | 아키모토 야스시 | 후지모토 타카노리 | 4:11 |           |
| 8.  | 〈UZA〉                                           | 아키모토 야스시 | 이노우에 요시마사 | 4:41 |           |
| 9.  | 〈君のために僕は…→널 위해 나는…〉                 | 아키모토 야스시 | 미야지마 리츠코   | 5:04 |           |
| 10. | 〈私たちのReason→우리의 Reason〉                  | 아키모토 야스시 | 슌류              | 4:33 |           |
| 11. | 〈So long !〉                                     | 아키모토 야스시 | 쿠지메 싱고       | 6:02 |           |
| 12. | 〈ギンガムチェック→깅엄 체크〉                    | 아키모토 야스시 | 이타가키 유스케   | 6:02 |           |
| 13. | 〈真夏のSounds good !→한여름의 Sounds good !〉    | 아키모토 야스시 | 이노우에 요시마사 | 4:34 |           |
| 14. | 〈大人への道→어른으로의 길〉 (연구생)             | 아키모토 야스시 | 슌류              | 5:17 |           |

| #   | 제목                                   | 작사            | 작곡 | 편곡 | 재생 시간 |
| --- | -------------------------------------- | --------------- | ---- | ---- | --------- |
| 15. | 〈散ればいいのに…→떨어지면 좋을텐데…〉 | 아키모토 야스시 | UZA  |      |           |

| #   | 제목 | 작사            | 작곡                  | 편곡 | 재생 시간 |
| --- | --- | --------------- | --------------------- | ---- | --------- |
| 1.  | 〈After rain〉 | 아키모토 야스시 | Sungho                | 3:29 |           |
| 2.  | 〈ぐぐたすの空→구플의 하늘〉 | 아키모토 야스시 | 마에무라 카와라       | 4:12 |           |
| 3.  | 〈ボーイハントの方法 教えます→보이 헌트의 방법 가르쳐줄게요〉 (시마자키 하루카, 키자키 유리아, 야구라 후코, 사시하라 리노)         | 아키모토 야스시 | 오자와 마사즈미       | 4:08 |           |
| 4.  | 〈JJに借りたもの→JJ에게 빌린 것〉 (타카하시 미나미, 키타하라 리에, 쿠라모치 아스카, 우메다 아야카, 타카야나기 아카네, 야마다 나나) | 아키모토 야스시 | 우시마 요시후미       | 4:21 |           |
| 5.  | 〈シャワーの後だから→샤워 후니까〉 (카시와기 유키, 코지마 하루나, 마츠이 레나)                                                     | 아키모토 야스시 | 와타나베 슈지, Shakey | 4:05 |           |
| 6.  | 〈10クローネとパン→10크로네와 빵〉 (요코야마 유이, 후지에 레이나, 후루하타 나오, 야마모토 사야카, 코다마 하루카)                   | 아키모토 야스시 | 아다치 리키야         | 5:20 |           |
| 7.  | 〈確信がもてるもの→확신하는 것〉 (Team A)                                                                                          | 아키모토 야스시 | 츠치하시 젠타         | 3:57 |           |
| 8.  | 〈チーム坂→팀 고개〉 (Team 4) | 아키모토 야스시 | 슌류                  | 4:13 |           |
| 9.  | 〈強さと弱さの間で→강함과 약함의 사이에서〉                                                                                        | 아키모토 야스시 | 이노우에 요시마사     | 5:42 |           |
| 10. | 〈僕は頑張る→나는 노력한다〉 | 아키모토 야스시 | 모리와키 마사토시     | 4:32 |           |
| 11. | 〈永遠より続くように→영원보다 계속되도록〉 (OKL48)                                                                                 | 오카다 히사야   | 오카다 히사야         | 3:57 |           |

| #   | 제목 | 작사            | 작곡              | 편곡 | 재생 시간 |
| --- | --- | --------------- | ----------------- | ---- | --------- |
| 1.  | 〈スマイル神隠し→스마일 행방불명〉 (텐토우무Chu!)                                                                                  | 아키모토 야스시 | 시게나가 료스케   | 3:54 |           |
| 2.  | 〈他人行儀なSunset beach→서먹서먹한 Sunset beach〉 (야마우치 스즈란, 스다 아카리, 와타나베 미유키, 오오타 아이카)                  | 아키모토 야스시 | 고토 코지         | 4:39 |           |
| 3.  | 〈ハステとワステ→하스테와 와스테〉 (BKA48)                                                                                         | 아키모토 야스시 | 후쿠타 타카노리   | 4:03 |           |
| 4.  | 〈わたし リーフ→나 리프〉 (이리야마 안나, 카와에이 리나, 카토 레나, 마츠이 쥬리나)                                                 | 아키모토 야스시 | 시바타 코이치     | 3:40 |           |
| 5.  | 〈Stoicな美学→Stoic한 미학〉 (와타나베 마유, 이치카와 미오리, 오오바 미나, 키모토 카논, 야부시타 슈, 미야와키 사쿠라, 야부키 나코) | 아키모토 야스시 | 후쿠타 타카노리   | 5:03 |           |
| 6.  | 〈ぽんこつブルース→퐁코츠 블루스〉                                                                                                 | 아키모토 야스시 | 후쿠타 타카노리   | 4:40 |           |
| 7.  | 〈イチニノサン→어여차〉 (오오시마 유코, 나가오 마리야, 미네기시 미나미, 후루카와 아이리, 타카죠 아키)                              | 아키모토 야스시 | 무라이 다이       | 4:15 |           |
| 8.  | 〈共犯者→공범자〉 (Team K) | 아키모토 야스시 | 요시토미 사유리   | 4:25 |           |
| 9.  | 〈動機→동기〉 (시마자키 하루카) | 아키모토 야스시 | 후쿠타 타카노리   | 4:26 |           |
| 10. | 〈悲しき近距離恋愛→슬픈 근거리 연애〉 (Team B)                                                                                     | 아키모토 야스시 | Linia             | 5:01 |           |
| 11. | 〈夢の河→small>꿈의 강〉 | 아키모토 야스시 | 스기야마 카츠히코 | 4:33 |           |

DVD (초도 한정판 Type A)
- AKB48 그룹 멤버 에어 악수회
  - 악수회의 모습을 개별로 촬영한 유사 악수회 영상. 2013년 12월 1일 시점으로 AKB48, 및 자매 그룹에 소속해 있던 257명 전원이 참가.

특전 (초도 한정판 Type A)
- 하쿠오시 BOX&디지팩 사양
- 48 페이지 사진집
- 생사진 1매 (랜덤 봉입)

특전 (극장판)
- 극장반 발매 기념 대사진회 참가권

## 미디어에서의 사용
팀 고개
- 스카파! 《제3회 AKB48 홍백 대항 가합전》 CM송

나는 노력한다
- 유캔 《AKB 챌린지 유캔! 2014〈얻기 쉬운 자격 · 공부중 · WEB 어텐션〉 편》 CM송

After rain
- 영화 《DOCUMENTARY of AKB48 No flower without rain 소녀들은 눈물 뒤에 무엇을 보는가?》 주제가

퐁코츠 블루스
- TV 도쿄 계열 드라마 24 《마지스카 학원 3》 여는 곡

동기
- TV 도쿄 계열 드라마 24 《마지스카 학원 3》 닫는 곡

## 선발 멤버
소속 팀은 발매 시점

### After rain
(센터:오오시마 유코, 와타나베 마유)
- 팀A: 타카하시 미나미, 요코야마 유이, 와타나베 마유
- 팀K: 오오시마 유코, 키타하라 리에
- 팀B: 카시와기 유키, 코지마 하루나, 시마자키 하루카
- 팀4: 미네기시 미나미
- SNH48 팀SII / AKB48 팀A: 스즈키 마리야
- SKE48 팀S / AKB48 팀K: 마츠이 쥬리나
- NMB48 팀N / AKB48 팀B: 와타나베 미유키
- JKT48 팀J / AKB48 팀B: 타카죠 아키
- SKE48 팀S: 이시다 안나
- NMB48 팀N: 코타니 리호
- HKT48 팀H: 오오타 아이카
- HKT48 팀H / HKT48 극장 지배인: 사시하라 리노
- JKT48 팀J: 나카가와 하루카
- SNH48 팀SII: 미야자와 사에
- AKB48 졸업 멤버: 이타노 토모미, 시노다 마리코

### 강함과 약함의 사이에서
(센터:아키모토 사야카)
- 팀K: 오오시마 유코, 코바야시 카나
- 팀B: 우메다 아야카
- SNH48 팀SII: 미야자와 사에
- AKB48 졸업 멤버: 아키모토 사야카, 오오호리 메구미, 카사이 토모미, 노로 카요, 마스다 유카, 마츠바라 나츠미

### 스마일 행방불명
〈텐토우무Chu!〉 명의
(센터:코지마 마코)
- 팀4: 오카다 나나, 코지마 마코, 니시노 미키
- SKE48 연구생: 키타가와 료하
- NMB48 연구생: 시부야 나기사
- HKT48 연구생: 타시마 메루, 토모나가 미오

### 나는 노력한다
(센터:카와에이 리나)
- 팀A: 이리야마 안나, 카와에이 리나, 타카하시 미나미, 요코야마 유이, 와타나베 마유
- 팀K: 오오시마 유코
- 팀B: 카시와기 유키, 코지마 하루나, 시마자키 하루카

### 퐁코츠 블루스
(센터:시마자키 하루카, 마츠이 쥬리나)
- 팀A: 이리야마 안나, 카와에이 리나, 타카하시 쥬리
- 팀K: 아베 마리아, 시마다 하루카, 나가오 마리야
- 팀B: 카토 레나, 시마자키 하루카, 타케우치 미유, 야마우치 스즈란
- SKE48 팀S / AKB48 팀K: 마츠이 쥬리나
- AKB48 팀B / SKE48 팀KII: 오오바 미나
- AKB48 팀B / NMB48 팀N: 이치카와 미오리
- SKE48 팀S: 키자키 유리아
- SKE48 팀E: 키모토 카논
- HKT48 팀H: 무라시게 안나
- SKE48 졸업 멤버: 야가미 쿠미

### 떨어지면 좋을텐데…
(센터:오오와다 나나)
- 연구생: 이치카와 마나미, 오오카와 리오, 오오와다 나나, 코미야마 하루카, 사토 키아라, 타츠야 마키호, 츠치야스 미즈키, 후쿠오카 세이나, 무카이치 미온, 유모토 아미

## 발매일
| 국가     | 날짜            | 포맷                          | 레이블               |
| -------- | --------------- | ----------------------------- | -------------------- |
| 일본     | 2014년 1월 22일 | 2CD+DVD, 2CD, CD, 디지털 음원 | You, Be Cool!        |
| 대한민국 | 2018년 7월 27일 | 디지털 음원                   | 스톤뮤직엔터테인먼트 |